# ألتراس ريفولتي
ألتراس ريفولتي هي المجموعة المساندة والداعمة لنادي شباب أطلس خنيفرة المغربي. تأسَّست في وقتٍ ما من عام 2012 وتتخذُ من المدرَّج الجنوبي في الملعب البلدي لمدينة خنيفرة مقرًا لها حيث تُساند وتُشجّع فريقها خلال مبارياته الداخليّة من هناك.
لدى ألتراس ريفولتي عددٌ من المطالب لعلَّ أولها وأبرزها هو معاودة تحقيقُ الصعود لقسم المحترفين وهو الفريق الذي سبقَ وأن شاركَ فيها في عدّة مناسبات لكنّه هبطَ في موسم 2017–18 بعدما حلَّ في المركز الخامس عشر (من أصل ستّة عشر فريقًا) في الترتيب النهائي للدوري.

## التاريخ

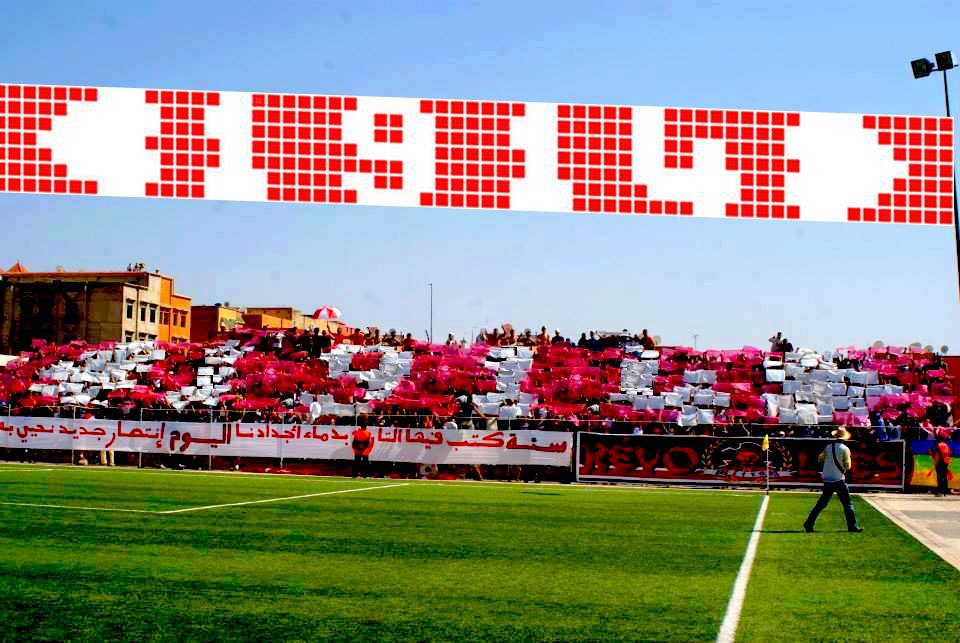
صورةٌ خلال إحدى مباريات شباب أطلس خنيفرة وفيها يظهرُ جانبٌ من ألتراس ريفولتي يُساندون الفريق عبرَ رسم شعار كبير في المدرّجات مع لافتة تتغنّى بتاريخ الفريق.

قرَّرت مجموعةٌ من الشباب الذين ينحدرون من مختلف مناطق وأحياء مدينة خنيفرة ومن جميع أطياف المجتمع إنشاء مجموعة ألتراس لمساندة الفريق المحلي للمدينة شباب أطلس خنيفرة، ولأجل ذلك وتحديدًا في بداية عام 2012 عُقدت عدّة اجتماعات اتُفقَ فيها على تسميّة الفصيل الجماهيري المساند للفريق باسمِ «ألتراس ريفولتي».
من أجل تدشين المجموعة، أصدرت ألتراس ريفولتي أول باشٍ (شعار) رسمي لها معلنةً بذلك تأسيسها بشكلٍ رسمي، وحفاظا على قوانين الألتراس جرَى اختيار المدرج الجنوبي للملعب البلدي لمدينة خنيفرة كمكانٍ رسمي لألتراس ريفولتي تحت اسم «Curva Sud Castello Rosso» وهي عبارةٌ بالإسبانيّة تعني «القلعة الحمراء في المدرَّج الجنوبي».

## التسميّة
تأتي تسميّةُ ألتراس ريفولتي من العبارة الفرنسيّة «Ultras Révoltés» التي تعني ألتراس الثوريون، أمّا عن سبب هذه التسميّة فكونها بحسبِ الألتراس تتناسبُ وتتفقُ مع الفكر الذي تركه الخنيفريون (أبناء مدينة خنيفرة) سواءً على أرضية الملعب أو على المدرجات.

## التمويل
تمويل المجموعة هو على غرار باقي الألتراسات يعتمدُ على التمويل الداتي وذلك عبر واجب الانخراط وبيع منتوجات المجموعة منَ التي شيرتات والقبعات وغيرها.

## المهام
تتكلَّفٌ ألتراس ريفولتي بتنشيط الميادين سواء داخل مدينةِ خنيفرة أو خارجها، وذلك بواسطة الرايات و‌اللافتات والفيميجان «الشماريخ» وخصوصا التيفوهات التي تكون عبارةً عن كتابة، رسوم، صور أو أرقام تشير في كل مرة إلى محطة مهمة في تاريخ النادي أو تذكار لبعض شخصيات الفريق أو اللاعبين، مثال ذلك التيفو الذي بواسطته قامت الريفولتي بتأبين روح المغنّي المغربي محمد رويشة. إضافة إلى التيفوهات، تقوم ألتراس ريفولتي مند نشأتها بإنتاج أهازيج تتغنى بالفريق وتُشجّع اللاعبين ويتمُّ ترديدها أثناء المقابلات.